# 찰스 로버츠 스와르트
찰스 로버츠 스와르트(영어: Charles Robberts Swart 아프리칸스어: Charles Robberts Swart, 1894년 12월 5일 ~ 1982년 7월 16일)는 남아프리카 공화국의 초대 대통령으로 1961년부터 1967년까지 재직했다. 헨드릭 페르부르트와 더불어 아파르트헤이트 체제를 창시한 장본인 중의 한 사람이었다.

## 일생
스와르트는 1894년 12월 5일, 오렌지 자유국의 윈뷔르흐에서 보어인 농부의 아들로 태어났다. 유년시절에 보어전쟁이 발발, 가족들과 함께 영국군 수용소에 수감된 전력이 있었으며, 20세 때엔 친독(親獨) 스파이 ·사보타주 혐의로 체포되기도 했다. 두뇌명석의 수재형으로 그레이 대학교(현재의 프리스테이트 대학교)를 거쳐 1921년 미국으로 유학, 컬럼비아 대학교에서 언론학 학위를 취득하였다. 졸업 후엔 미국 각지를 전전, 일간지 <Die Burger>의 특파원으로 워싱턴 군축회의를 취재하였고, 헐리우드에선 몇몇 무성영화에 단역으로 출연한 바 있다. 1923년, 유럽을 거쳐 남아프리카로 귀국했다.

## 정계에서
1923년 보궐선거에서 국민당의 공천을 받아 하원의원으로 당선. 항만 ·철도 위원회에서 근무하는 한편, 남아프리카의 즉각적인 독립을 주장해 당내 소장파 리더로 주목을 받았다. 1934년, 국민당이 분열되자 강경파인 다니엘 프랑수아 말란 박사를 지지하여 '순(純)국민당' 결성에 참여, 오렌지 자유국주 당(黨) 지부의 위원장이 되었다. 1938년에 낙선한 직후, 친(親)나치스 극우조직에 가담했으나, 과격화에 반대하며 탈퇴하였다. 1941년, 의회로 복귀했다.
1948년 5월, 총선에서 승리한 국민당의 집권으로 말란 내각이 출범하자 법무장관으로 입각, 교육 ·예술 ·과학부 장관직을 잠시 겸임하기도 했다. 법무상으로서 인종격리 관련 법안들을 차례로 입안(立案), 특히 1950년의 반(反)공산주의법은 좌파-사회주의 세력은 물론, 유색인종(흑인) 탄압에 악용되었다는 비판을 받았다. 그밖에 패스법 ·주거분리법 ·배덕법(背德法)을 제정하는 등 아파르트헤이트 추진의 일익을 담당하였다. 1954년 11월, 스트레이돔 내각의 부총리직을 겸임, 이듬해 2월 런던에서 개최된 영국연방 회의에 남아프리카 대표로 참석하였으며, 1959년엔 총독에 임명되었다.
1960년 국민 투표에 의거해 영연방 탈퇴와 공화국 수립이 결정, 총독인 스와트가 집권 국민당의 후원을 받아 의회에서 임기 7년의 초대 대통령으로 선출되어 1961년 5월 31일, 취임하였다(1984년 이전까지 남아프리카 공화국은 의원내각제 체제로 대통령이라고는 하나, 명목상 국가원수에 지나지 않았다.). 1967년 5월, 임기 만료를 1년 앞두고 사임, 정계에서 은퇴하여 블룸폰테인의 자택 농장에서 여생을 보냈다.

## 인물
40여년간의 공직생활 동안, 정치 뿐만 아니라 국방 ·교육 ·농업 ·과학 ·종교를 비롯한 다양한 분야에서의 사회활동에 적극적으로 참여했음은 물론, 저널리스트와 스포츠맨, 저술가로 명성을 날리는 등 다재다능한 인물이었다. 또한, 모교(母校)인 오렌지 자유주 대학의 총장으로 재직하기도 했다. 모범적인 행동거지와 친근한 인상, 장신(長身)의 미남이라는 조건도 한 몫하여, 백인 아프리카너 사회로부터 많은 존경과 지지를 받았다. 가족으로는 1924년에 결혼한 부인 코르넬리아와 슬하 1남 2녀의 자녀를 두었다. 1982년 7월 16일, 블룸폰테인에서 사망했으며, 장례는 국장(國葬)으로 치러졌다.

## 역대 선거 결과
| 선거명      | 직책명                     | 대수 | 정당   | 득표율 | 득표수 | 결과 | 당락 |
| ----------- | -------------------------- | ---- | ------ | ------ | ------ | ---- | ---- |
| 1961년 선거 | 남아프리카 공화국의 대통령 | 1대  | 국민당 | 66.19% | 139표  | 1위  |      |